# Castianeira thomensis
Castianeira thomensis là một loài nhện trong họ Corinnidae.
Loài này thuộc chi Castianeira. Castianeira thomensis được Eugène Simon miêu tả năm 1910.